# Petomaan
Een petomaan is iemand die de kunst verstaat om naar believen winden te laten en daar een publiek mee probeert te vermaken. De kunst is vooral om bewust de kringspier van de anus te manipuleren zodat gassen met variërend geluid het lichaam uitgeperst worden.
Etymologie: het woord is afkomstig van het Frans woord pétomane [idem], gevormd van het Franse woord péter [een wind laten], dat komt van het Latijnse woord peditum [winderigheid]  + -maan (vgl. manie).

## Fictieve petomanen
- Een van de meest bekende petomanen is Fartman, de fictieve superheld gecreëerd door Howard Stern.
- Ruftman, alter ego van Eduard van Druten, een personage uit Mark Retera's strip DirkJan.
- Terrance en Phillip en in mindere mate Eric Cartman uit South Park.

## Bekende petomanen
- Mr. Methane, hij beoefent het gecontroleerd scheten laten en beschrijft het zelf als anale klankvorming.[2]
- Joseph Pujol was een beroemde petomaan.
- Roland de Rufter